# Lavelle Felton
Lavelle Felton (Milwaukee, 5 ottobre 1979 – Milwaukee, 14 agosto 2009) è stato un cestista statunitense.

## Carriera
Uscito dalla Louisiana Tech University, si trasferisce in Europa militando per due anni in Turchia, con la maglia del Büyük Kolej. Si sposta poi prima in Grecia, dove gioca 14 partite con l'Īraklīs Salonicco, e poi in Francia dove ne gioca 13 con l'ASVEL Villeurbanne. Si accasa poi all'AEK Atene per una porzione di stagione, salvo approdare in Germania prima allo Science City Jena e in seguito al Paderborn Baskets.

## Morte
La notte del 12 agosto 2009 Felton fu raggiunto al cranio da un colpo d'arma da fuoco, mentre si allontanava da una pompa di benzina. Morì pochi giorni dopo al Froedtert Memorial Lutheran Hospital di Milwaukee. I motivi dell'accaduto sono rimasti ignoti.